# Ley de derechos humanos de la ciudad de Nueva York
La Ley de derechos Humanos de la ciudad de Nueva York (NYCHRL por sus siglas en inglés) es una ley de derechos civiles que está incorporada en el Título 8 del Código administrativo de la ciudad de Nueva York.
Prohíbe la discriminación en el empleo, la vivienda y el alojamiento público en función de la raza, el color, el credo, la edad, el origen nacional, el estado de enajenación o ciudadanía, el género (incluida la identidad de género y el acoso sexual), la orientación sexual, la discapacidad, el estado civil y el estado de la sociedad. También proporciona protección contra la discriminación en el empleo basada en el estado de desempleo, el registro de arresto o condena y el estado como víctima de violencia doméstica, acoso y delitos sexuales. En la vivienda, proporciona otras protecciones basadas en la ocupación legal, el estado familiar y cualquier fuente legal de ingresos. También prohíbe las represalias, el hostigamiento relacionado con prejuicios (incluido el ciberacoso), los perfiles relacionados con los prejuicios por parte de las fuerzas del orden y la discriminación contra los internos.
Ocho comisionados de la Comisión de Derechos Humanos de la ciudad hacen cumplir la Ley de Derechos Humanos de la Ciudad de Nueva York.